# Shinichi Kawaguchi
Shinichi Kawaguchi (河口 真一 Kawaguchi Shinichi?), född 13 juni 1977 i Nagasaki prefektur, är en japansk före detta fotbollsspelare.
Kawaguchi började sin karriär 2000 i Avispa Fukuoka. Han spelade 26 ligamatcher för klubben. Han avslutade karriären 2002.